# Temporada de ciclones no Índico Sudoeste de 2022-2023
A temporada de ciclones do Sudoeste do Oceano Índico de 2022–2023 é um evento cíclico anual de formação de ciclones tropicais e subtropicais. Começaria em 15 de novembro de 2022, contudo a temporada começou antes do previsto com dois ciclones se formando antes do período. O ciclo terminará em 30 de abril de 2023, com exceção de Maurício e Seychelles, para o qual terminará em 15 de maio de 2023. Essas datas normalmente delimitam convencionalmente o período de cada ano em que a maioria dos ciclones tropicais e subtropicais se forma na bacia, que fica a oeste de 90°L e ao sul do Equador. Se algum ciclone se formasse entre 1 de julho de 2022 e 30 de junho de 2023, também seria registrado durante esta temporada. Os ciclones tropicais e subtropicais nesta bacia são monitorizados pelo Centro Meteorológico Regional Especializado da Reunião, ou seja, a Météo-France. O Joint Typhoon Warning Center também divulgará informes sobre ciclones na área para interesses de estadunidenses, no entanto emitirá boletins não oficiais.

## Previsões sazonais
| Centro de Previsões                            | Sistemas                 | Sistemas                 | Sistemas                 | Sistemas               |
| ---------------------------------------------- | ------------------------ | ------------------------ | ------------------------ | ---------------------- |
| Serviços Meteorológicos das Maurícias          | 11–9 ciclone tropicais   | 11–9 ciclone tropicais   | 11–9 ciclone tropicais   | 11–9 ciclone tropicais |
| Météo-France                                   | 6–10 ciclone tropicais   | 6–10 ciclone tropicais   | 6–10 ciclone tropicais   | 6–10 ciclone tropicais |
| Forecast Centro                                | Chance de acima da média | Chance de acima da média | Chance de acima da média |                        |
| Météo-France                                   | 30%                      | 60%                      | 10%                      |                        |
| Fonte: Seasonal Outlook for Tropical Cyclones. |                          |                          |                          |                        |

Em Outubro de 2022, o Météo-France publicou a sua previsão sazonal da actividade ciclónica para a bacia. O MFR previu uma época ligeiramente abaixo da média, citando os efeitos de um evento La Niña. O MFR também previu que a tempestade se formaria com uma probabilidade de 60%. A formação da actividade do ciclone teve uma probabilidade de 30%, e a um nível de actividade acima da média foi dada uma probabilidade de 10%. A temporada no sudoeste do Oceano Índico deveria estar acima da média, com 6-10 ciclones tropicais ou tempestade tropical moderada.
Os Serviços Meteorológicos das Maurícias (MMS) lançaram as suas perspectivas de Verão de 2022–23. Era esperada uma estação média, com a formação de cerca de onze a nove ciclones. O MMS também indica que a parte oriental da bacia é mais propícia à formação de ciclones na segunda metade do Verão, e a parte ocidental da bacia também se tornará favorável à formação de tempestades durante a segunda metade.

## Resumo sazonal
A temporada começou cedo, com uma baixa tropical fraca sendo produzida em 22 de setembro de 2022. A melhoria das condições nos próximos 3 dias permitiu o desenvolvimento do sistema, que se fortaleceu numa tempestade tropical moderada e foi chamada Ashley em 27 de setembro. O sistema moveu-se lentamente para o oeste e se dissipou no dia 30. A atividade de pré-temporada continuou, com uma perturbação sendo produzida como resultado de uma explosão de vento de oeste. Outra tempestade se formou em 6 de outubro e foi nomeada Balita no dia 8 de outubro. Em novembro de 2022, Baixa tropical 02U (reclassificou o sistema como depressão tropical 03) entrou na bacia e degenerou em uma baixa remanescente no dia seguinte. Em dezembro, Severe Tropical Cyclone Darian (classificado como um ciclone tropical muito intenso) entrou na bacia, antes de enfraquecer gradualmente. Em janeiro, formou-se a depressão tropical 05, batizada de Cheneso. O ciclone reforçou-se até atingir o estatuto de tempestade tropical severa antes de atingir Madagáscar em 19 de janeiro. intensificou-se novamente para ciclone tropical Cheneso depois de se mover para sudoeste como uma depressão terrestre (de acordo com o MFR). Foi notada pela última vez como uma depressão subtropical em 29 de janeiro. A Baixa tropical 11U da região australiana mudou-se para esta bacia, onde foi classificada como tempestade tropical moderada "Dingani". A JTWC classificou-o como ciclone tropical "13S". Embora inicialmente tenha lutado para se intensificar devido ao cisalhamento do vento, intensificou-se gradualmente e acabou por atingir o estatuto de ciclone tropical pelo MFR. O JTWC atualizou-o para um ciclone tropical de categoria 1.
O Ciclone tropical severo Freddy saiu da região australiana e entrou nesta bacia, onde foi imediatamente classificado como ciclone tropical pela MFR. Mais tarde, foi intensificado em um ciclone tropical muito intenso. Mais tarde, o ciclone Freddy tornou-se um ciclone tropical equivalente à categoria 5 (de acordo com a JTWC) antes de atingir Madagáscar em 21 de fevereiro. Enfraqueceu ao atravessar para o canal de Moçambique, no entanto, voltou a intensificar-se para o estatuto de tempestade tropical severa e atingiu Moçambique em 23 de fevereiro. Inesperadamente, voltou a emergir no canal de Moçambique a 2 de março. Atingiu o estatuto de ciclone tropical de categoria 3 nas escalas MFR e SSHWS, respectivamente. Enfraqueceu, no entanto, começou a reforçar-se quando iniciou a sua abordagem em Moçambique, à medida que se dirigia para noroeste em 10 de março. A essa altura, Freddy havia se tornado oficialmente o ciclone tropical de existência mais longa já registrado, em todo o mundo.

## Sistemas

### Tempestade tropical moderada Ashley
Em 22 de setembro, a zona de convergência intertropical produziu uma baixa tropical fraca no Oceano Índico, inicialmente esperada pela MFR para não se formar devido ao cisalhamento do vento superior. As condições ambientais melhoraram nos próximos 3 dias, e a baixa se organizou o suficiente para se tornar a primeira depressão tropical da temporada em 26 de setembro. No início do dia seguinte, o JTWC posteriormente designou a tempestade como Tropical Cyclone 02S, citando uma passagem de escartômetro indicando ventos com força de tempestade tropical em seus semicírculos ocidentais e orientais. A MFR também atualizou o sistema em uma tempestade tropical moderada, e os Serviços Meteorológicos das Maurícias (MMS) o chamaram de Ashley. O sistema então atingiu o pico de intensidade, com ventos sustentados de 10 minutos de 75 km/h (45 mph), antes de sucumbir ao forte cisalhamento nordeste e intrusões significativas de ar seco no final do mesmo dia, levando o JTWC a emitir sua versão final. aconselhamento sobre Ashley. A MFR encerrou os avisos às 06:00 UTC de 28 de setembro, quando Ashley enfraqueceu em uma baixa remanescente, mas continuou a rastrear a tempestade até que ela foi notada pela última vez em 30 de setembro como uma baixa dissipando.

### Tempestade tropical moderada Balita
Em 2 de outubro, a MFR começou a monitorar uma perturbação associada à convergência da rajada de vento de oeste. No entanto, a atividade convectiva foi localizada nas convergências de baixo nível. Em 3 de outubro, o JTWC começou a monitorar uma área de convecção. Imagens de satélite indicaram que as linhas de nuvens de baixo nível se enrolavam no centro de baixo nível. No início de 5 de outubro, o JTWC emitiu um alerta de formação de ciclone tropical no sistema. O JTWC posteriormente iniciou alertas sobre o sistema e o classificou como Ciclone Tropical 03S às 03:00 UTC do dia seguinte. Às 06:00 UTC, o MFR o atualizou para uma depressão tropical. Uma passagem ASCAT apresentou abaixo ventos fortes em seu quadrante sul. Apesar do moderado cisalhamento do vento nordeste, a convecção aumentou ao redor do sistema.
A MFR o atualizou para uma tempestade tropical moderada às 00:00 UTC de 8 de outubro com o nome Balita do MMS. Imagens de microondas revelaram que Balita havia melhorado sua estrutura convectiva. Às 06:00 UTC de 9 de outubro, a estrutura de Balita tornou-se alongada e assimétrica, levando a MFR a reclassificar a tempestade como uma depressão pós-tropical. Mais tarde naquele mesmo dia, a MFR cessou os avisos e o JTWC seguiu o exemplo. Os remanescentes se dissiparam totalmente em 13 de outubro.

### Depressão tropical 03
Em 5 de novembro, Baixa tropical 02U que estava a ser monitorizada pelo MFR atravessou para a bacia do Sudoeste do Oceano Índico a partir da região australiana. Nessa época, não havia mais convecção associada, apenas um vórtice de baixo nível. A actividade de trovoada recomeçou na parte sul do sistema nas últimas horas. Ao entrar na bacia, o JTWC cessou os conselhos até às 09:00 UTC desse dia. A MFR reclassificou o sistema como Depressão Tropical 03. As condições ambientais foram avaliadas como sendo marginalmente propícias para ciclogénese tropical, com baixa vertical cisalhamento do vento e moderada saída equatorial. Às 06:00 UTC do dia 6 de novembro, a MFR emitiu o seu último aviso à medida que o sistema degenerou num remanescente baixo.

### Ciclone tropical muito intenso Darian
Em 21 de dezembro, o ciclone tropical severo Darian deslocou-se da região australiana para a bacia, onde foi imediatamente classificado como um ciclone tropical muito intenso pelo MFR. Pouco tempo depois, o padrão de nuvens de Darian deteriorou-se e o seu olho começou a ficar menos definido, fazendo com que o ciclone enfraquecesse para um estatuto de ciclone tropical intenso às 18:00 UTC. Darian depois enfraqueceu para um ciclone equivalente à categoria 3 no dia seguinte, já que os topos das nuvens convectivas aqueceram ligeiramente. Darian enfraqueceu devido ao forte cisalhamento do vento e foi rebaixado para o status de ciclone tropical. Com um olho bem definido e aparência impressionante em imagens de satélite, Darian re-intensificou, atingindo ventos máximos sustentados de 10 minutos de 165 km/h por volta das 06:00 UTC em 23 de dezembro. O ciclone era altamente compacto, com um olho distinto cercado por topos de nuvens frias. Ao mesmo tempo, o JTWC também avaliou Darian como tendo ventos máximos sustentados de 1 minuto de 240 km/h, tornando a tempestade um ciclone equivalente à categoria 4 novamente na escala Saffir-Simpson (SSHWS). Darian tornou-se quase estacionário devido à presença de dois fluxos principais. O olho do ciclone pode ser visto a partir de imagens de satélite, e seus topos de nuvens aqueceram a −73 a −78 °C. O enfraquecimento constante ocorreu depois disso, à medida que passava por um ciclo de reposição da parede do olho.
Imagens de satélite animadas multiespectrais revelaram um olho cercado de 8 milhas náuticas (15 km) em torno de convecção profunda como resultado, o ciclone enfraqueceu para um ciclone equivalente à categoria 2. Um enfraquecimento adicional ocorreu quando o MFR avaliou que os ventos de Darian atingiram o fundo do poço em 155 km/h. Às 03:00 UTC de 26 de dezembro, o JTWC informou que Darian havia se reforçado novamente para 205 km/h com um calor de −10 ° C, um olho largo de 25 milhas náuticas (46 km), e foi cercado por topos de nuvens frias, -72 a -82 °C. Usando a técnica Dvorak, MFR estimou ventos de 185 km/. Devido ao cisalhamento moderado do vento vertical leste-nordeste, Darian caiu para ventos de 155 km/h, de acordo com o MFR. Apenas seis horas depois, a característica do olho persistiu, consistindo em uma área quente dentro da parede do olho que esfriava. Às 15:00 UTC de 27 de dezembro, o JTWC rebaixou-o ainda mais para um ciclone equivalente à categoria 1. Imagens de satélite mostraram que o padrão de nuvens começou a se deteriorar rapidamente, e MFR seguiu o exemplo e declarou o status de tempestade tropical severa. O JTWC também informou que Darian enfraqueceu em uma tempestade tropical. Às 00:00 UTC de 29 de dezembro, Darian enfraqueceu para um status de tempestade tropical moderada, depois que a convecção diminuiu em torno do centro. O MFR emitiu seu último alerta sobre a tempestade em 30 de dezembro, quando ela se transformou em uma depressão pós-tropical. O JTWC também interrompeu os avisos no sistema por volta das 03:00 UTC de 31 de dezembro.

### Ciclone tropical Cheneso
O percussor de Cheneso formou-se a 16 de janeiro a sul de Diego Garcia. O sistema serpenteava para sudoeste, tornando-se uma perturbação tropical em 18 de Janeiro. No final do dia seguinte, o sistema havia se intensificado em tempestade tropical moderada Cheneso, e o JTWC classificou-o como ciclone tropical 08S. Imagens de satélite mostraram que um nublado denso central (CDO) estava obscurecendo o centro de circulação de baixo nível (LLCC), e Cheneso se intensificou ainda mais em uma tempestade tropical severa. O ciclone desembarcou no nordeste de Madagáscar em 17 de Janeiro e enfraqueceu rapidamente ao atravessar o país. Emergiu no canal de Moçambique como uma fraca perturbação tropical. A tempestade voltou a atingir águas abertas, e brevemente re-intensificado em um ciclone tropical. Às 06:00 UTC de 29 de Janeiro, a estrutura de Cheneso tornou-se mal organizada, levando o MFR a reclassificar a tempestade como uma depressão pós-tropical.
O National Bureau of Risk and Disaster Management (BNGRC) relatou 90 870 pessoas afetadas e 34.100 foram deslocadas. Pelo menos 33 pessoas morreram no ataque de Cheneso e outras 20 desaparecidas.

### Ciclone tropical Dingani
Em 9 de fevereiro, a baixa tropical 11U da região da Austrália entrou na bacia e foi designado como tempestade tropical moderada Dingani. Às 03: 00 UTC, a JTWC emitiu um TCFA, após constatar uma convecção profunda persistente no seu quadrante sul. Mais tarde naquele dia, o JTWC iniciou avisos sobre o sistema e classificou-o como ciclone tropical 13s. A tempestade tinha um LCC amplo e totalmente exposto, mas estava lutando devido ao vento vertical do Nordeste. Às 00:00 UTC de 11 de fevereiro, como a convecção mantida perto do centro, o MFR atualizou o sistema para uma tempestade tropical severa. Mais tarde, no dia seguinte, Dingani consolidou-se rapidamente à medida que formava um olho de 20 km (12 mi) de diâmetro, incluindo uma estrutura convectiva melhorada significativa; os JTWC avaliaram que a tempestade se fortaleceu em 140 km/h (85 mph) de ventos. Dingani continuou a intensificar-se e logo se tornou um ciclone tropical. Doze horas depois, o ciclone manteve um olho bem definido. No entanto, o cisalhamento começou a impactar a tempestade, fazendo com que o olho desaparecesse. Às 00:00 UTC de 14 de fevereiro, Dingani voltou a enfraquecer numa tempestade tropical severa. O JTWC informou igualmente que o Dingani enfraqueceu numa tempestade tropical. Mais tarde, no dia seguinte, Dingani mais tarde fez a transição para uma depressão pós-tropical.

### Ciclone tropical muito intenso Freddy
Em 14 de fevereiro, o ciclone tropical Freddy mudou-se para a bacia da região australiana e foi classificado como ciclone tropical. Posteriormente, a agência alterou o sistema para um ciclone tropical intenso. A estrutura de Freddy começou a melhorar à medida que uma característica de olho se tornava visível num pequeno nublado denso central. Freddy começou então a apresentar algumas características anulares, antes de se intensificarem e atingirem ventos sustentados máximos de 1 minuto de 220 km/h por volta das 03:00 UTC de 15 de fevereiro. O JTWC observou que Freddy tinha um pequeno olho simétrico de 8 km. Mais tarde, no dia seguinte, Freddy tornou-se um ciclone tropical equivalente à categoria 5, com ventos sustentados de 270 km/h. Durante o dia 19 de fevereiro, a tempestade enfraqueceu ligeiramente e depois intensificou-se mais uma vez e foi reclassificada como um ciclone tropical muito intenso pelo MFR. Às 00:00 UTC de 20 de fevereiro, o padrão de nuvens de Freddy deteriorou-se ligeiramente, fazendo com que o ciclone enfraqueçe-se para um ciclone tropical intenso. No dia seguinte, Freddy fez o seu primeiro desembarque em Mananjary, Madagáscar. Freddy degenerou numa depressão terrestre. Freddy enfraqueceu substancialmente ao atravessar o terreno montanhoso de Madagáscar. Freddy enfraqueceu-se rapidamente por terra, mas voltou a atingir status de uma forte tempestade tropical em 23 de fevereiro, após passar pelo canal de Moçambique. Logo depois, Freddy fez o segundo landfall ao sul de Vilanculos, Moçambique. Freddy ressurgiu no canal de Moçambique, o MFR retomou os avisos sobre o sistema como perturbação tropical em 2 de março.
Imagens de satélite mostraram que um olho mal definido era visível, e Freddy intensificou-se ainda mais em um ciclone tropical. Freddy enfraqueceu-se rapidamente devido à presença de maior cisalhamento do vento, bem como à intrusão de ar seco. Mais tarde, no dia seguinte, a tempestade enfraqueceu para 110 km/h. O JTWC e o MFR indicaram que Freddy se reforçou em 120 km/h. Freddy atingiu a sua terceira terra em Quelimane, Província da Zambézia, Moçambique. Freddy degradou-se gradualmente e a MFR deixou de monitorizá-la como uma depressão terrestre em 13 de março. Uma vez no interior, o MFR deixou de monitorizá-lo como um ciclone tropical em 14 de março. Em antecipação ao Freddy, o MFR emitiu um pré-alerta amarelo de ciclone para a Ilha de Reunião. Freddy passou a 200 km do Maurício ao norte de Grand Bay, produzindo rajadas de vento na Ilha de Port Louis até 104 km/h. Freddy teve um impacto relativamente limitado em relação à dimensão da tempestade. Pelo menos 20 000 pessoas foram deslocadas no Malawi. O Presidente do Malawi, Lazarus Chakwera, declarou estado de catástrofe nas regiões do Sul. Até agora, 684 pessoas morreram e outras 446 ainda estão desaparecidas no landfall de Freddy.

### Tempestade tropical moderada Enala
Em 18 de fevereiro, o MFR começou a monitorar uma circulação no sentido horário localizada no extremo nordeste da bacia, oeste-noroeste das Ilhas Cocos. No dia seguinte, a MFR classificou-a como zona de perturbações meteorológicas. A convecção acelerou e estava próxima do centro da circulação. Em 22 de fevereiro, o sistema começou a mostrar sinais de organização, e o sistema ganhou organização suficiente, notada por faixas de nuvens curvas, para ser classificada como uma depressão tropical. Mais tarde naquele dia, a JTWC emitiu um TCFA sobre o sistema. Às 09:00 UTC desse dia, o JTWC iniciou avisos sobre o sistema e classificou-o como ciclone tropical 14S. O MFR atualizou-o ainda para uma tempestade tropical moderada com o nome Enala do MMS. O padrão de nuvens da Enala mudou ligeiramente no semicírculo sudoeste do sistema. Enala tornou-se um ciclone tropical equivalente à categoria 1 em 23 de fevereiro. A MFR também atualizou o sistema numa tempestade tropical severa. O ciclone começou a mostrar um olho visível nas imagens de satélite. Enala intensificou-se em ciclone tropical às 00:00 UTC de 24 de fevereiro. Enala significativamente enfraqueceu-se devido ao forte cisalhamento do vento vertical noroeste, levando o MFR a rebaixar o sistema de volta para 110 km/h. Em 28 de fevereiro, embora continuasse a enfraquecer, tanto o MFR como o JTWC deixaram de emitir avisos sobre o sistema devido ao início da transição subtropical.

### Depressão tropical 09
Em 21 de março, uma fraca baixa pressão se desenvolveu sobre o centro do Oceano Índico, o MFR estimou inicialmente uma chance "muito baixa" de uma tempestade tropical moderada. Durante o dia 25 de março, a organização seguiu-se com um envolvimento profundo de convecção no seu centro próximo nos quadrantes oeste e sul. O sistema começou a mover-se para sul e, no dia seguinte, foi classificado como uma zona de perturbações meteorológicas. Depois de serpentear durante vários dias, o sistema começou a seguir uma via mais a sul, e às 06: 00 UTC de 27 de março, foi atualizado para uma depressão tropical. A atividade convectiva associada ao sistema acabou por se tornar limitada e o sistema degenerou num remanescente baixo até às 06:00 UTC de 28 de março.

## Nomes das tempestades
Dentro do Sudoeste do Oceano Índico, depressões tropicais e subtropicais que são consideradas com ventos sustentados de 10 minutos de 65 km/h (Ou 40 mph) pelo Centro Meteorológico Regional Especializado na ilha da Reunião, França (RSMC La Réunion) geralmente recebem um nome. No entanto, são os Centros Sub-regionais de Aconselhamento de Ciclones Tropicais nas Maurícias e Madagáscar que dão nome aos sistemas. O Centro Consultivo Sub-Regional de Ciclones Tropicais (Serviços Meteorológicos das Maurícias) nas Maurícias nomeia uma tempestade caso se intensifique numa tempestade tropical moderada entre 55°L e 90°L. Se, em vez disso, um ciclone se intensificar em uma tempestade tropical moderada entre 30°L e 55°L, o Centro Consultivo Sub-Regional de Ciclones Tropicais (Météo Madagascar) em Madagáscar atribui o nome apropriado à tempestade. Os nomes das tempestades são retirados de três listas pré-determinadas de nomes, que giram em uma base trienal, com quaisquer nomes que tenham sido usados removidos automaticamente. Portanto, todos os nomes de tempestades usados este ano serão removidos da rotação e substituídos por um novo nome para a temporada 2025-26, enquanto os nomes não utilizados permanecerão na lista. Os novos nomes desta temporada são: Ashley, Balita, Cheneso, Dingani, Enali, Fabien, Gezani, Horacio, Indusa e Juluka. Eles substituíram Ambali, Belna, Calvinia, Diane, Esami, Francisco, Gabekile, Herold, Irondro e Jeruto durante a temporada 2019-2020: 
| - Ashley - Balita - Cheneso - Dingani - Enala - Fabien (sem usar) - Gezani (sem usar) - Horacio (sem usar) - Indusa (sem usar) | - Juluka (sem usar) - Kundai (sem usar) - Lisebo (sem usar) - Michel (sem usar) - Nousra (sem usar) - Olivier (sem usar) - Pokera (sem usar) - Quincy (sem usar) - Rebaone (sem usar) | - Salama (sem usar) - Tristan (sem usar) - Ursula (sem usar) - Violet (sem usar) - Wilson (sem usar) - Xila (sem usar) - Yekela (sem usar) - Zaina (sem usar) |

Se um ciclone tropical entrar na bacia do Sudoeste da Índia a partir da bacia da região da Austrália (a oeste de 90°E), manterá o nome que lhe foi atribuído pelo Australian Bureau of Meteorology (BoM). As tempestades seguintes foram nomeadas desta forma:
- Darian
- Freddy (ativo)

## Efeitos sazonais
Esta tabela lista todos os ciclones tropicais e ciclones subtropicais que foram monitorados durante a temporada de ciclones do Sudoeste do Oceano Índico de 2022–2023. Informações sobre sua intensidade, duração, nome, áreas afetadas vêm principalmente do RSMC La Réunion. Os relatórios de mortes e danos vêm de relatórios da imprensa ou da agência nacional de gerenciamento de desastres relevante, enquanto os totais de danos são fornecidos em dólar dos Estados Unidos tanto em 2022 quanto em 2023:
| Nome                | Datas ativo                           | Classificação máxima           | Velocidade de vento sustentados | Pressão              | Áreas afetadas                                             | Danos (USD)  | Fatalidades | Refs                            |
| ------------------- | ------------------------------------- | ------------------------------ | ------------------------------- | -------------------- | ---------------------------------------------------------- | ------------ | ----------- | ------------------------------- |
| Ashley              | 23 – 28 setembro                      | Tempestade Tropical Moderada   | 75 km/h (45 mph)                | 1000 hPa (30 inHg)   | Nenhum                                                     | Nenhum       | Nenhum      |                                 |
| Balita              | 3 – 9 outubro                         | Tempestade Tropical Moderada   | 65 km/h (40 mph)                | 996 hPa (29.4 inHg)  | Nenhum                                                     | Nenhum       | Nenhum      |                                 |
| 03                  | 5 – 6 novembro                        | Depressão tropical             | 55 km/h (35 mph)                | 1008 hPa (29.8 inHg) | Nenhum                                                     | Nenhum       | Nenhum      |                                 |
| Darian              | 21 – 30 dezembro                      | Ciclone tropical muito intenso | 220 km/h (140 mph)              | 920 hPa (27 inHg)    | Nenhum                                                     | Nenhum       | Nenhum      |                                 |
| Cheneso             | 16 – 29 janeiro                       | Ciclone tropical               | 150 km/h (90 mph)               | 959 hPa (28.3 inHg)  | Madagáscar                                                 | Desconhecido | 33          | [ 69 ]                          |
| Dingani             | 9 – 15 fevereiro                      | Ciclone tropical               | 140 km/h (85 mph)               | 971 hPa (28.7 inHg)  | Nenhum                                                     | Nenhum       | Nenhum      |                                 |
| Freddy              | 14 fevereiro – 14 Março               | Ciclone tropical muito intenso | 220 km/h (140 mph)              | 931 hPa (27.5 inHg)  | Ilhas Mascarenas, Madagáscar, Moçambique, Zimbabwe, Malawi | Desconhecido | 872         | [ 143 ] [ 144 ] [ 109 ] [ 145 ] |
| Enala               | 19 – 28 fevereiro                     | Ciclone tropical               | 120 km/h (75 mph)               | 980 hPa (29 inHg)    | Nenhum                                                     | Nenhum       | Nenhum      |                                 |
| 09                  | 25 – 28 março                         | Depressão tropical             | 55 km/h (35 mph)                | 1004 hPa (29.6 inHg) | Nenhum                                                     | Nenhum       | Nenhum      |                                 |
| Totais da temporada |                                       |                                |                                 |                      |                                                            |              |             |                                 |
| 9 sistemas          | 23 setembro 2022 – Temporada em curso |                                | 220 km/h (140 mph)              | 920 hPa (27 inHg)    |                                                            | Desconhecido | 907         |                                 |